# Veranillo
En la cultura popular, se denomina veranillo (diminutivo de «verano») a un episodio atmosférico que tiene lugar en ocasiones en el hemisferio norte durante el otoño, en el que la temperatura asciende a valores más típicos del verano durante unos días para luego recuperar la progresión de bajada típica del otoño.
De acuerdo con la fecha aproximada en que se produce, se conoce como el veranillo de San Miguel (cuyo patrón es el 29 de septiembre) o el veranillo de San Martín (el 11 de noviembre). Según la región y el país, al veranillo de San Miguel se le conoce también como el veranillo de los Arcángeles o el veranillo del membrillo.
A partir de los años 2010, se ha popularizado también, con el mismo significado, el término veroño (fusión de «verano» y «otoño»). En la actualidad, no se encuentra en los principales diccionarios, como el Diccionario de la lengua española, pero ha sido incluido provisionalmente en el Observatorio de palabras.
En Estados Unidos se da un fenómeno similar llamado Indian Summer, y en los países de habla alemana se le llama Altweibersommer.

## En el hemisferio sur
En el hemisferio sur ocurre algo semejante cuando comienza el invierno y recibe el nombre de veranito de San Juan. Se llama así porque hace su aparición alrededor del 24 de junio, fecha de nacimiento de San Juan Bautista. 
Al norte de Suramérica, particularmente en la república del Ecuador, se conoce como veranillo de las Almas a aquel episodio de días soleados y temperaturas elevadas que ocurre en los primeros días de noviembre (entrada la primavera); su nombre se debe a que el 1 de noviembre se celebra en el calendario católico el día de los fieles difuntos.
Durante la segunda mitad en estos mismos territorios y en particular en el Ecuador se presenta también el veranillo del Niño como resultado de los cambios atmosféricos y climáticos que se producen por el fenómeno del Niño, en particular por la presencia de la corriente del Niño que se origina en el golfo de Guayaquil. El nombre se debe a que, a pesar de ser este fenómeno erráticamente cíclico, la cultura popular lo relaciona a fechas próximas a la celebración cristiana de la Navidad.